# Јестице
Јестице (слч. Jestice) насељено је мјесто са административним статусом сеоске општине (слч. obec) у округу Римавска Собота, у Банскобистричком крају, Словачка Република.

## Становништво
| Година:    | 1994. | 2004.    | 2014.    | 2024.   |
| ---------- | ----- | -------- | -------- | ------- |
| Број људи: | 199   | 174      | 155      | 151     |
| Разлика:   |       | -12,56 % | -10,91 % | -2,58 % |

| Година:    | 2023. | 2024.   |
| ---------- | ----- | ------- |
| Број људи: | 155   | 151     |
| Разлика:   |       | -2,58 % |

Према подацима о броју становника из 2011. године насеље је имало 178 становника.